# Dactylosurculus
Dactylosurculus is een monotypisch geslacht van straalvinnige vissen uit de familie van naaldvissen (Bythitidae).

## Soort
- Dactylosurculus gomoni Schwarzhans & Møller, 2007